# ボローニャのポルチコ

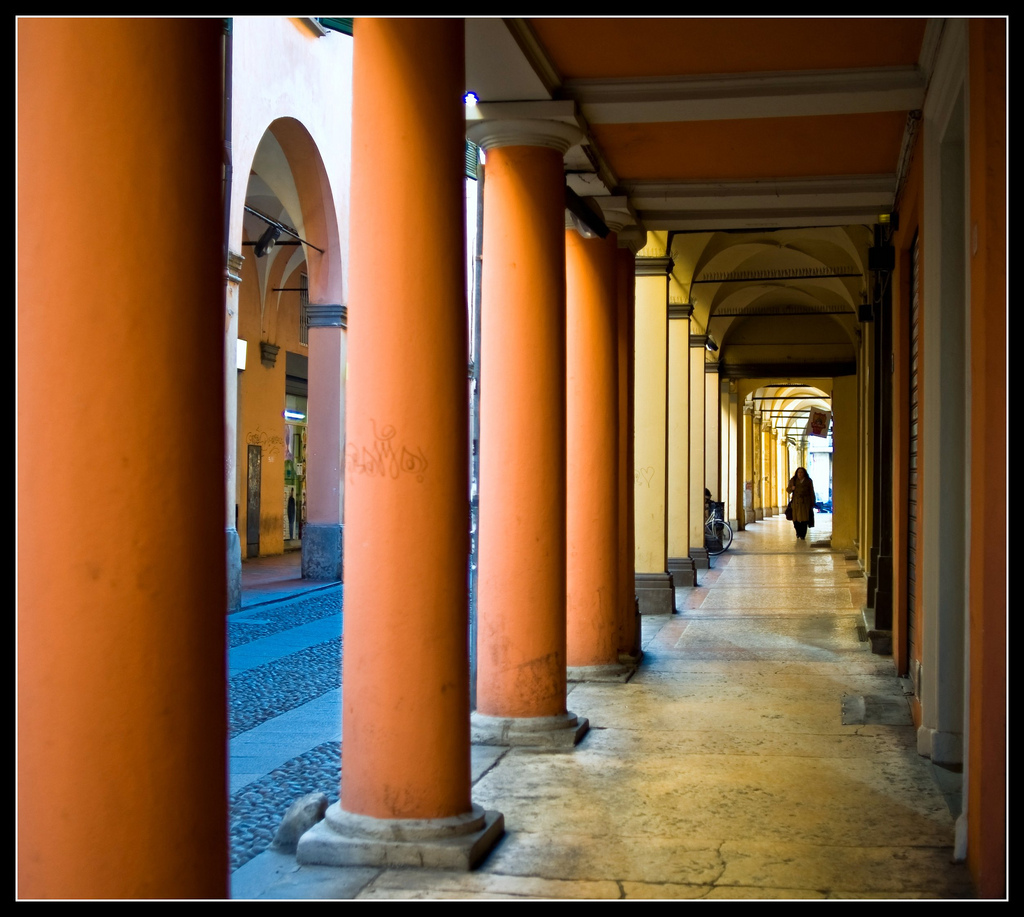
ボローニャのポルチコの例1

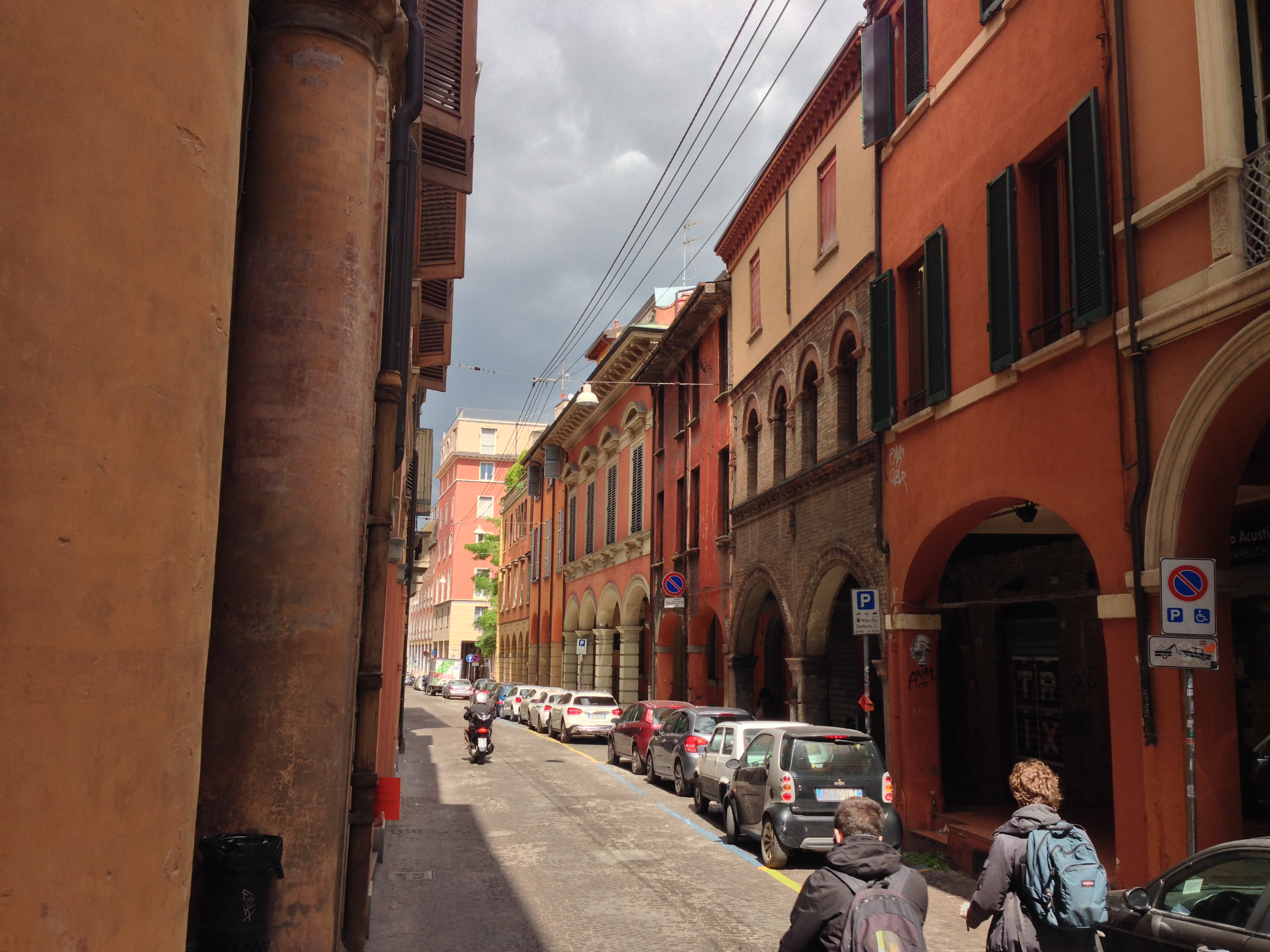
ボローニャのポルチコの例2

ボローニャのポルチコ（イタリア語: Portici di Bologna、英語: Porticoes of Bologna）は、イタリア・エミリア＝ロマーニャ州ボローニャの街中の道路で歩行者を雨や日差しから避けるためにビルに付属したアーケード風のポルチコのことで、これは同市の重要な文化的および建築遺産であり、多数の塔とともに都市のシンボルとなっている。世界の他の都市にはボローニャほど多くのこうしたポルチコがある都市はない。様々なポルチコを合わせると、歴史的中心部だけで38キロメートル を超え、中世の城壁の外側にあるものを含めると、最大53キロメートルに達する。
こうした文化的および芸術的重要性により、ボローニャのポルチコは2021年にユネスコ世界遺産に登録された。
ボローニャのポルチコの役割は、中国南部の都市で見られる「騎楼」や日本の日本海岸の都市にある「雁木」と似ている。

## 歴史
ボローニャのポルチコは、中世初期におそらく居住空間を増やすために、公有地に私有建物を拡張して、ほぼ自然発生的に建設された。最初の歴史的記録は1041年に遡る。最初の段階では、ビルの上層階の拡張を木製の突出部を作ることで、住宅面積が増加した。長い年月が経つにつれ、突出部のサイズが大きくなり、その崩壊を防ぐために下から支柱を建てる必要が生じ、こうして世界的に有名なアーケード、「ポルチコ」が誕生した。
その後数世紀にわたりポルチコの習慣は、ボローニャ大学の学生や学者の大幅な増加だけでなく、地方からの移民にも対応する必要性によって決まりました。ポルチコの広まりは1288年に始まり、それは地元自治体からの通知により、すべての新しい家にはポルチコを付ける必要があり、既存の家でポルチコを持たないものにはそれを追加する必要があることが定められた。中世を通じてポルチコは日本の雁木造と同様に木造であったが、1568年3月26日に教皇総督ジョヴァンニ・バッティスタ・ドリアといわゆるゴンファロニエールのカミーロ・パレオッティによって発布された法令に従って、レンガや石で改修された。それにもかかわらず、マルサラ通りやコルテ・イソラニにあるような、木製のポルチコを持ついくつかの建物が、今でも残っている。
「サン・ルカのポルチコ」（Portico di San Luca）は、ボローニャで、また世界でも最長である。これは中世に建てられた市の周囲7.5kmを取り囲んでいる城壁の12の門の1つのサラゴッツァ門と、1723年に建設された教会のマドンナ・ディ・ サン・ルカ教会を結んでいる。11世紀の建物の聖地で、14 世紀には拡張されており、ボローニャの主要なランドマークの1つである町を見下ろす丘 (高さ289メートル) の目立つ場所にある。長さは約4キロメートル (3,796 m) で、666の柱を持つこのアーケードは、サン・ルカの聖地と市内中心部を事実上結び付けている。このポルチコは伝統的な行列の行進場所となっており、1433年以来毎年、昇天祭の期間中に、福音記者ルカのものとされる聖母子のビザンチン風イコンがボローニャ大聖堂まで運ばれてくる。

## 世界遺産の登録基準
この世界遺産は世界遺産登録基準のうち、以下の条件を満たし、登録された（以下の基準は世界遺産センター公表の登録基準からの翻訳、引用である）。
- (4) 人類の歴史上重要な時代を例証する建築様式、建築物群、技術の集積または景観の優れた例。